# Coelogyne macdonaldii
Coelogyne macdonaldii é uma espécie de orquídea epífita, família Orchidaceae, originária das Ilhas Fiji e Vanuatu.